# Porta Vittoria (Sabbioneta)
Porta Vittoria, o porta della Vittoria, è un accesso situato lungo le mura di Sabbioneta, in provincia di Mantova.
Fu la prima porta e principale accesso alla città a nord-ovest, edificata con le mura per volere di Vespasiano Gonzaga, duca di Sabbioneta. Sulla facciata in mattoni sono presenti quattro lesene in marmo e tre aperture, una grande al centro e due laterali più piccole, ora murate. Nella parte superiore è presente un loggiato con copertura in legno.
La porta è sormontata dallo stemma Gonzaga-Colonna accompagnato da una epigrafe: